# Xipotheca fruticosa
Xipotheca fruticosa là một loài thực vật có hoa trong họ Đậu. Loài này được (L.) A.L.Schutte & B.-E.van Wyk miêu tả khoa học đầu tiên.